# Stanisław Wójcik (malarz)
Stanisław Wójcik (ur. 30 marca 1919 w Kętach, zm. 23 lipca 1992 w Wołominie) – polski malarz, grafik, pedagog. 

## Życiorys
Urodził się w rodzinie Józefa, mistrza włókienniczego, i Katarzyny z Giżyckich. Szkołę średnią rozpoczął w roku 1933 w Gimnazjum oo. Karmelitów Bosych im. św. Józefa w Wadowicach, po roku edukację kontynuował w Państwowym Gimnazjum Ogólnokształcącym również w Wadowicach. Ukończył w 1939 r. Prywatną Szkołę Sztuk Pięknych Alfreda Terleckiego w Krakowie. W 1939 roku rozpoczął studia od II roku w Akademii Sztuk Pięknych w Krakowie.
Podczas II wojny światowej kontynuował studia w Staatliche Kunstgewerbeschule Krakau. Po zawieszeniu działalności szkoły wyjechał do Kielc i tam brał udział w akcjach miejscowej partyzantki.
Po wojnie powrócił na studia i w roku 1947 ukończył je w pracowniach prof. Zbigniewa Pronaszki i prof. Fryderyka Pautscha, dyplom uzyskał w 1947 r. Po przeprowadzce na Wybrzeże, w 1948 r. podjął pracę w Ognisku Kultury Plastycznej w Sopocie. W latach 1950–1963 był wykładowcą w Państwowej Wyższej Szkole Sztuk Plastycznych w Sopocie i Gdańsku (obecnie: Akademia Sztuk Pięknych w Gdańsku). Jako adiunkt prowadził malarstwo sztalugowe w Katedrze Architektury Wnętrz, w latach 1951–1963 - Pracownie Malarstwa Ściennego, Pracownię kompozycji oraz Pracownie Malarstwa na Wydziale Architektury Wnętrz.
Uprawiał rysunek i grafikę oraz opracowywał projekty tkanin dekoracyjnych. Brał udział w wielu wystawach krajowych i zagranicznych.
Od 1954 r. zajmował się również odbudową i projektowaniem malarstwa ściennego na Starym Mieście w Gdańsku.
W 1970 r. wraz z drugą żoną, również malarką, zamieszkał w Wołominie. W 1948 r. został członkiem ZPAP, od 1977 r. należał do Okręgu Warszawskiego ZPAP .
Prace artysty znajdują się w zbiorach: Muzeum Pomorskiego w Gdańsku, Muzeum Sportu i Turystyki w Warszawie, Muzeum Wojska Polskiego w Warszawie, Muzeum Narodowego w Poznaniu, Muzeum Ziemi Rawskiej w Rawie Mazowieckiej, Muzeum Okręgowego w Żyrardowie.
Zmarł w Wołominie, gdzie został pochowany.

## Nagrody
- 1952 – II nagroda w Ogólnopolskim Konkursie Olimpijskim na dzieło plastyczne (za obraz pt. „Szermierze”)
- 1965 – nagroda Ministerstwa Kultury i Sztuki
- 1969 – wyróżnienie wystawy 25-lecie PRL pt. „Człowiek, praca, środowisko” w Warszawie
- 1971 – wyróżnienie w I Ogólnopolskim Konkursie Otwartym na Obraz Sztalugowy ZPAP Okręg Łódzki za obraz pt. „Martwa natura”
- 1971 – nagroda Zarządu Okręgu Gdańskiego ZPAP na Wystawie Okręgu Gdańskiego ZPAP w Sopocie
- 1978 – wyróżnienie na Wystawie poplenerowej II Wojewódzkiego Pleneru Plastycznego w Skierniewicach
- 1979 – nagroda Wojewody Skierniewickiego
- 1980 – II nagroda na Wystawie poplenerowej IV Wojewódzkiego Pleneru Plastycznego w Skierniewicach
- 1984 – III nagroda i wyróżnienie na Wystawie poplenerowej „Wycześnniak’83”

Źródło:.